# Банк Ямайки
Банк Ямайки (англ. Bank of Jamaika) —— центральний банк Ямайки.

## Історія
У травні 1836 року був заснований перший банк на території острова — комерційний Банк Ямайки (не має відношення до сучасного Банку Ямайки), що не випускав банкноти. Колоніальний банк, що почав операції в травні 1837 року, був першим банком, що почав випуск банкнот на Ямайці. Випускали банкноти також: створений в 1839 році і працюючий до 1848 року Плантаторський банк, створене в 1864 році і закрите в 1865 році ямайське відділення Лондонського і колоніального банку. До 1865 року монопольне положення зайняв Колоніальний банк, що влився в 1925 році до складу Барклайз банку (домініонів, колоній і заморських територій).
В кінці XIX століття почали відкриватися філії канадських банків. Першою в серпні 1889 року відкрилася філія Банку Нової Ськоттії, що почав випуск банкнот в 1900 році. Відділення Королівського канадського банку відкрите в 1911 році, Канадського імперського комерційного банку — в 1920 році. Ці банки також випускали свої банкноти.
У 1920 році випущені перші паперові грошові знаки уряду Ямайки. У 1939 році створена Валютна рада (Currency Board), в 1953 році їй передано право емісії.
У 1960 році як державний центральний банк заснований Банк Ямайки, якому передано право емісії. Банк почав операції 1 травня 1961 року.